# Neuweltaffen
Die Neuweltaffen oder Breitnasenaffen (Platyrrhini) sind eine Verwandtschaftsgruppe der Primaten. Sie fassen alle ursprünglichen Primaten des amerikanischen Kontinents zusammen. Gemeinsam mit den Altweltaffen bilden sie die Gruppe der Affen.

## Merkmale

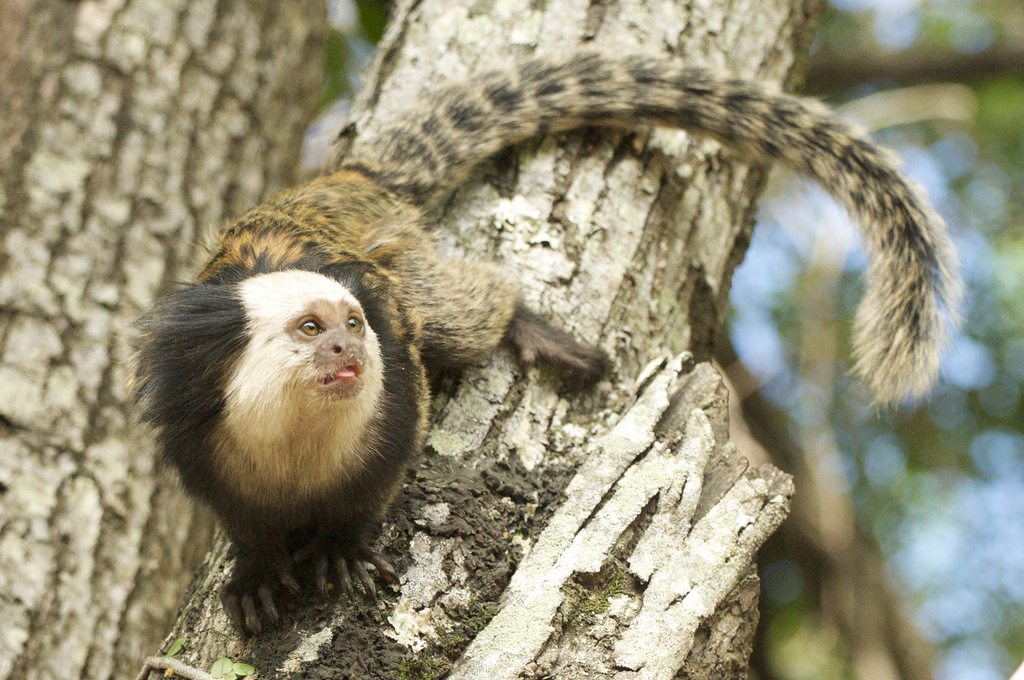
Die Krallenaffen (hier der Weißkopf-Büschelaffe) weichen in einigen Merkmalen wie den Krallen, den Zähnen und der Fortpflanzung von den übrigen Neuweltaffen ab.

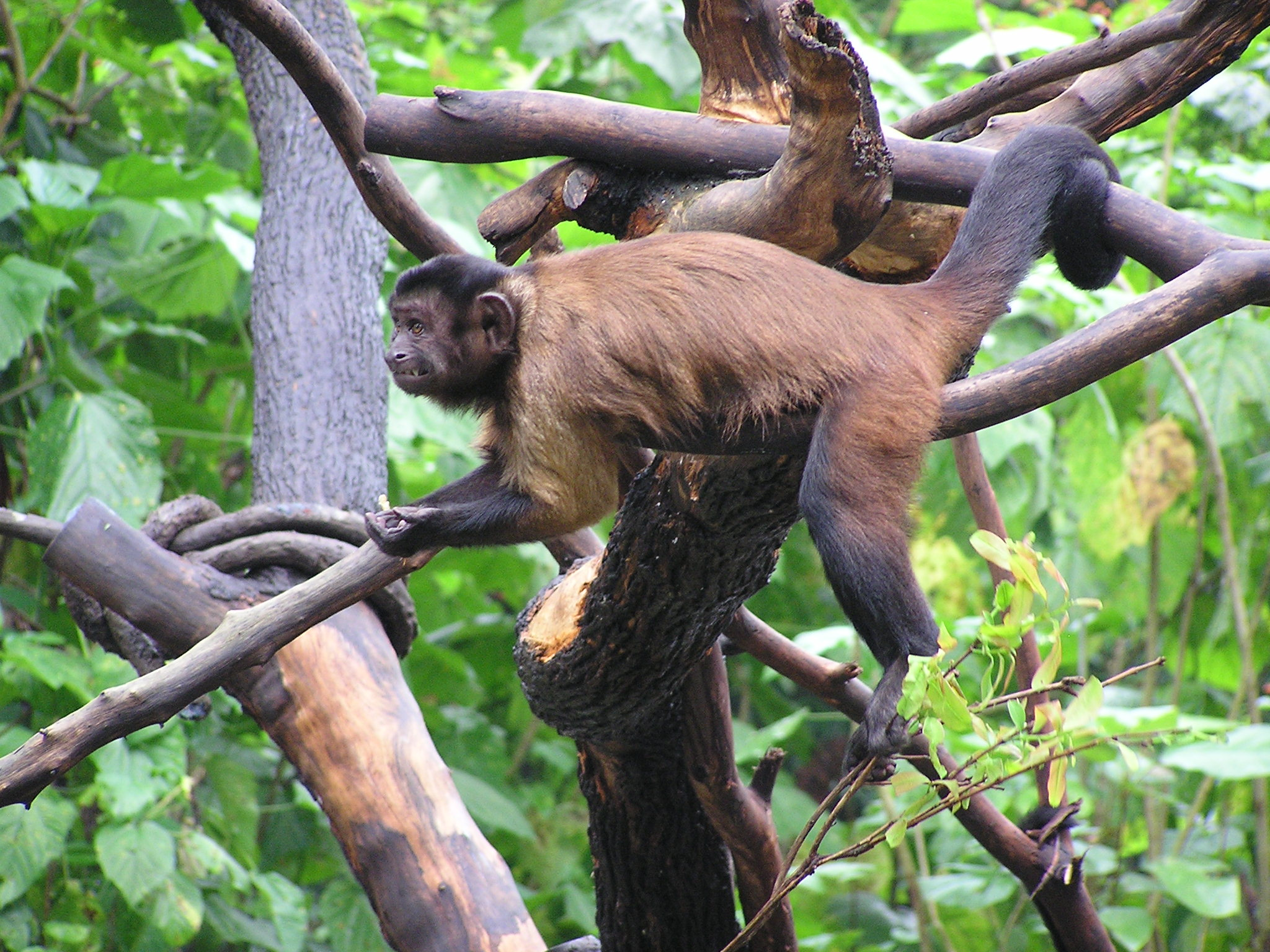
Nur bei den Neuweltaffen ist es bei einigen Arten zur Entwicklung eines Greifschwanzes gekommen – hier ein Gehaubter Kapuziner.

Neuweltaffen sind im Schnitt etwas kleiner als Altweltaffen, ihr Gewicht reicht von 100 Gramm (Zwergseidenäffchen) bis zu 15 Kilogramm (Spinnenaffen). Alle Arten sind an eine baumbewohnende Lebensweise angepasst, die Hinterbeine sind etwas länger als die Vorderbeine. Extreme Gliedmaßenproportionen, wie sie bei anderen Primatentaxa vorkommen, sind bei ihnen nicht bekannt. Der Schwanz ist mit Ausnahme der Uakaris relativ lang, Neuweltaffen sind die einzigen Primaten, bei denen einige Vertreter (insbesondere die Klammerschwanzaffen) einen Greifschwanz entwickelt haben. Die Daumen sind in den meisten Fällen nicht opponierbar.
Neuweltaffen haben eine breite Nase, deren Löcher nach außen gerichtet sind. Im Gegensatz zu den Altweltaffen haben sie keinen knöchernen Gehörgang und es sind noch drei Prämolaren vorhanden. Die meisten Vertreter haben auch drei Molaren, nur bei den meisten Krallenaffen ist die Zahl der Molaren in Zusammenhang mit der Verzwergung reduziert. Daraus ergibt sich folgende Zahnformel: I2 C1 P3 M2/3, insgesamt also 32 oder 36 Zähne.

## Verbreitung und Lebensweise

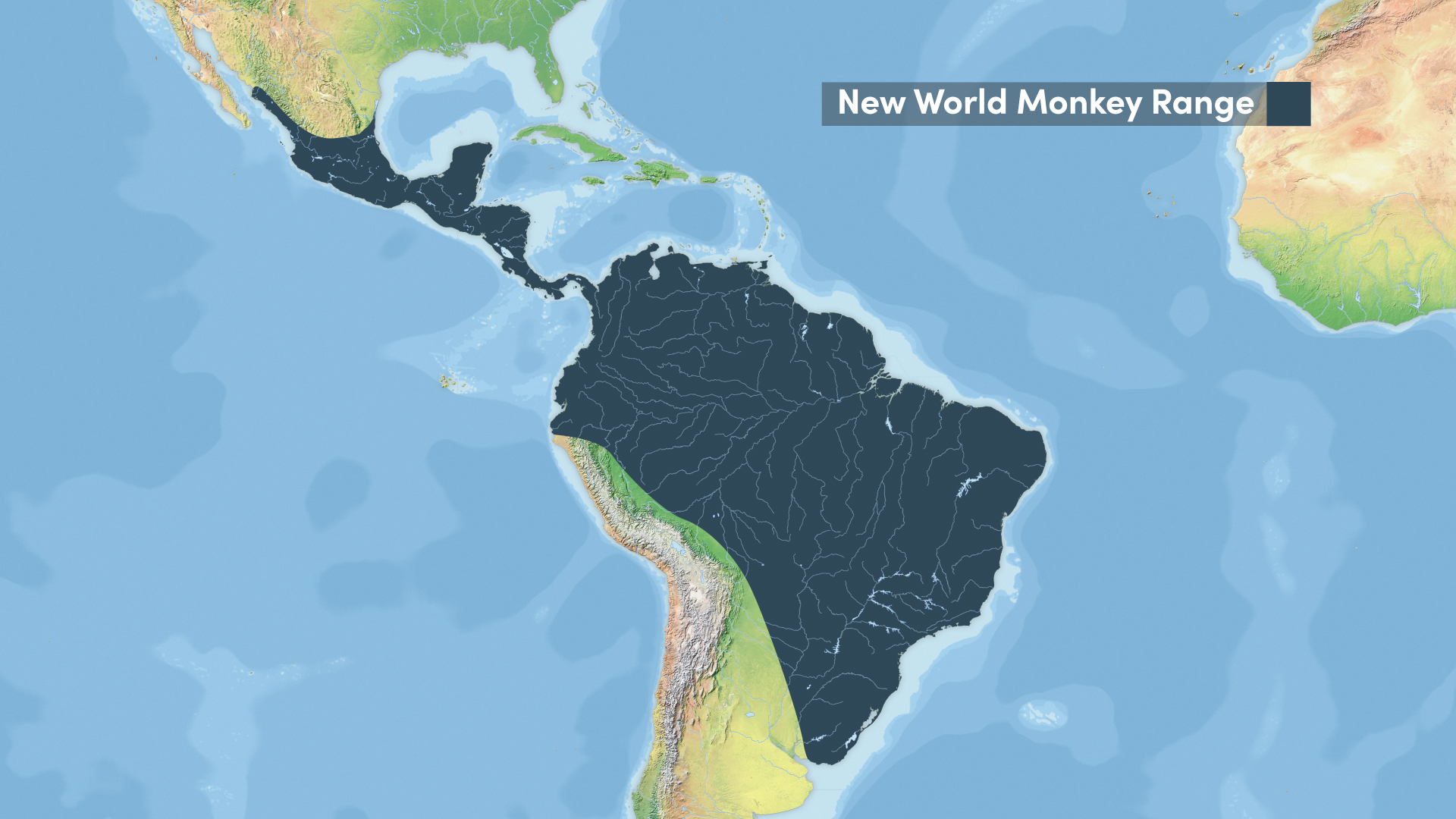
Das Verbreitungsgebiet der Neuweltaffen

Das Verbreitungsgebiet der Neuweltaffen erstreckt sich vom südlichen Mexiko bis ins nördliche Argentinien. Die größte Artenvielfalt erreichen sie im nördlichen und mittleren Südamerika, insbesondere im Amazonasbecken. Die Tiere auf den karibischen Inseln, die Antillenaffen, sind ausgestorben.
Neuweltaffen weisen eine geringere ökologische Bandbreite als die Altweltaffen auf. Alle Arten sind Waldbewohner, die sich die meiste Zeit auf den Bäumen aufhalten und sehr selten auf den Boden kommen.  Möglicherweise bildeten aber einige Arten wie der ausgestorbene Kuba-Affe auch eine teils terrestrische Lebensweise aus, was bei den heute lebenden Neuweltaffen nicht mehr vorkommt. Die meisten Arten sind tagaktiv, lediglich bei den Nachtaffen hat sich eine nachtaktive Lebensweise entwickelt.
Das Sozialverhalten ist sehr variabel. Es gibt Neuweltaffen, die in monogamen Familiengruppen leben (Nachtaffen, Springaffen), Arten in komplexen Gruppen mit vielen Männchen und Weibchen, Arten mit Weibchendominanz (Totenkopfaffen) und schließlich die polyandrischen Krallenaffen.
Auch die Ernährung ist variabel, die größeren Arten sind häufig reine Pflanzenfresser, die kleineren nehmen auch Insekten und andere Kleintiere zu sich.

## Systematik
Die frühere Zweiteilung in Krallenaffen (Callitrichidae) und „Nicht-Krallenaffen“ (Cebidae) hat sich als inkorrekt herausgestellt, da einige Vertreter der Nicht-Krallenaffen näher mit den Krallenaffen verwandt sind als untereinander. Heute werden die Neuweltaffen in bis zu fünf Familien unterteilt (die folgende Liste gibt die Systematik bis zur Gattungsebene wieder):
- Familie Krallenaffen (Callitrichidae)
  - Springtamarine (Callimico)
  - Löwenäffchen (Leontopithecus)
  - Tribus Marmosetten (Callitrichini)
    - Schwarzkronen-Seidenäffchen (Callibella)
    - Büschelaffen (Callithrix)
    - Zwergseidenäffchen (Cebuella)
    - Seidenäffchen (Mico)

  - Tribus Tamarine (Saguinini)
    - Leontocebus
    - Saguinus
- Familie Kapuzinerartige (Cebidae)
  - Unterfamilie Kapuzineraffen (Cebinae)
    - Ungehaubte Kapuziner (Cebus)
    - Gehaubte Kapuziner (Sapajus)

  - Unterfamilie Totenkopfaffen (Saimiriinae)
    - Totenkopfaffen (Saimiri)
- Familie Aotidae
  - Nachtaffen (Aotus)
- Familie Klammerschwanzaffen (Atelidae)
  - Unterfamilie Alouattinae
    - Brüllaffen (Alouatta)

  - Unterfamilie Atelinae
    - Klammeraffen (Ateles)
    - Spinnenaffen (Brachyteles)
    - Wollaffen (Lagothrix)
- Familie Sakiaffen (Pitheciidae)
  - Unterfamilie Springaffen (Callicebinae)
    - Callicebus
    - Cheracebus
    - Plecturocebus

  - Unterfamilie Pitheciinae
    - Uakaris (Cacajao)
    - Bartsakis (Chiropotes)
    - Sakis (Pithecia)

  - Antillenaffen (Xenotrichini) †

Die ersten drei Gruppen bilden eine gut belegte gemeinsame Abstammungslinie. Manchmal werden dementsprechend Krallen- und/oder Nachtaffen in die Kapuzinerartigen (Cebidae) eingefügt.

## Stammesgeschichte

### Komplexe früheste Besiedlung
Entwicklungsgeschichtlich stellen die Altweltaffen das Schwestertaxon der Neuweltaffen dar. Wie die Vorfahren dieser Tiere nach Amerika gekommen sind, ist nicht restlos geklärt. Möglicherweise sind sie auf pflanzenbestandenen schwimmenden Inseln, die sich von Mangroven gelöst haben, über den damals viel schmaleren Atlantik getrieben worden. Dieser Vorgang fand vermutlich im Eozän statt. Gleichzeitig mit den Vorfahren der Neuweltaffen kamen auch Vertreter anderer Affenlinien in Südamerika an. Hierbei handelt es sich um die Eosimiidae, die Parapithecidae und die Oligopithecidae. Alle drei sind heute erloschen. Zu den Eosimiidae wird Ashaninkacebus gezählt, dessen Reste in Form von Zähnen am Rio Juruá im westlichen Amazonastiefland in Brasilien entdeckt wurden und auf einen sehr kleinen Angehörigen hinweisen. Das eigentliche Verbreitungsgebiet der Gruppe umfasste das heutige Eurasien und Nordamerika. Die Parapithecidae wiederum stammen ursprünglich aus Nordafrika. In Südamerika kamen einzelne Zähne von Ucayalipithecus an der Lokalität Santa Rosa in Peru, ebenfalls im westlichen Amazonastiefland zu Tage. Für beide Fundstellen wird ein Alter von rund 35 bis 32 Millionen Jahren angenommen, womit sie in den Übergang vom Eozän zum Oligozän gehören. Von Santa Rosa stammen auch einzelne Zähnen, die unter dem Gattungsnamen Perupithecus beschrieben wurden. Die Form galt ursprünglich als primitiver Vertreter der Neuweltaffen, steht allerdings wahrscheinlich den wiederum einst nordafrikanisch verbreiteten Oligopithecidae näher. Während Ucayalipithecus deutlich spezialisiert ist, können Ashaninkacebus und Perupithecus aufgrund ihrer Zahnmorphologie durchaus in einer basalen Position zu den Neuweltaffen stehen und somit eine Art Ausgangsgruppe bilden.

### Entwicklung der Neuweltaffen
Die nach gegenwärtigem Stand eindeutig ältesten Neuweltaffenfossilien stammen  mit Branisella und Szalatavus aus den Salla Beds in Bolivien sowie mit Canaanimico aus der Chambira-Formation wiederum im Amazonasgebiet Perus, sie sind 10 Millionen Jahre jünger als die ältesten Affenfunde in Südamerika und werden in das Obere Oligozän datiert. Aus dem Unteren und Mittleren Miozän liegen mehrere Formen aus dem südlichen Teil Südamerikas vor. Zu ihnen gehören Chilecebus, Tremacebus, Dolichocebus, Homunculus oder Carlocebus. Sie traten dort vor etwa 20 Millionen Jahren erstmals auf, verschwanden aber wenig später wieder. Es wird teilweise angenommen, dass es sich um eine Stammgruppe früher Neuweltaffen handelt, andere Autoren sehen sie dagegen in die Linien der heutigen Vertreter eingebettet. In die Phase gehört auch Parvimico, ein ursprünglicher Angehöriger der Neuweltaffen aus dem peruanischen Vorandengebiet mit unklaren Verwandtschaftsverhältnissen, der aber mit einem geschätzten Körpergewicht von rund 240 g den kleinsten bisher bekannten Fossilvertreter der Gruppe repräsentiert.
Etwa in den gleichen Zeitrahmen wie die frühen patagonischen Funde lassen sich Nachweise der Neuweltaffen aus dem nördlichen Teil des heutigen Doppelkontinents einstufen. Das bisher früheste Fossilmaterial dort besteht aus einigen Einzelzähnen von Panamacebus aus der Las-Cascadas-Formation im Becken des Panama-Kanals, deren Ablagerungen in das Untere Miozän vor 20,9 Millionen Jahren datieren. Es handelt sich um einen kleineren Vertreter der Neuweltaffen mit einem Gewicht von rund 2,7 kg, der in einem engeren Verwandtschaftsverhältnis zu den heutigen Kapuzineraffen steht. Auch hier ist eine Ausbreitung über den Seeweg anzunehmen, Nord- und Südamerika waren zu jener Zeit durch eine enge Meeresstraße getrennt.